# Eugatha
Eugatha é um gênero de traça pertencente à família Arctiidae.